# لاري جيمس
لاري جيمس (بالإنجليزية: Larry James)‏ هو عداء سريع أمريكي، ولد في 6 نوفمبر 1947 في مونت بليستانت في الولايات المتحدة، وتوفي في 6 نوفمبر 2008 في Galloway Township, New Jersey ‏ في الولايات المتحدة بسبب سرطان القولون.

## وصلات خارجية
- لاري جيمس على موقع الاتحاد الدولي لألعاب القوى (الإنجليزية)
- لاري جيمس على موقع الاتحاد الأمريكي لسباقات المضمار والميدان (الإنجليزية)
- لاري جيمس على موقع الاتحاد الأمريكي لسباقات المضمار والميدان، قاعة المشاهير (الإنجليزية)
- لاري جيمس على موقع اللجنة الأولمبية الدولية (الإنجليزية)
- لاري جيمس على موقع أوليمبيديا (الإنجليزية)